# Sofia (videojuego de 2021)
Sofia (ソフィア Sofia?) es un videojuego de acción y plataformas, fue lanzado para Nintendo Switch en 6 de mayo de 2021 exclusivamente en Japón, fue desarrollado y publicado por Register Company.

## Argumento
Una historia de un mundo en alguna parte, Sophia, una chica que ama a los personajes locales y es un poco curiosa. Un día encontró un edificio misterioso mientras caminaba por el bosque. Un cristal que brilla sospechosamente por dentro. Por un momento, cuando se envolvió en su deslumbrante luz, el cristal frente a ella desapareció. El paisaje a su alrededor ha cambiado. Parece haberse perdido en un mundo paralelo (otro mundo) con un poder misterioso.
- Datos: Q109311918